# Xenerpestes
Xenerpestes és un gènere d'ocells de la família dels furnàrids (Furnariidae). La seva distribució geogràfica es limita a Panamà, Equador, Colòmbia i Perú.

## Llistat d'espècies
Segons la Classificació del Congrés Ornitològic Internacional (versió 14.2, 2024) aquest gènere està format per dues espècies:
- Espiner cuagrís septentrional - (Xenerpestes minlosi).
- Espiner cuagrís meridional - (Xenerpestes singularis).